# Бєльцький степ
Бє́льцький степ — природна смуга помірного поясу на півночі Молдови, для якої характерне майже повсюдне поширення трав'янистої, в основному злакової рослинності на чорноземних ґрунтах, штучних насаджень та лісосмуг уздовж водойм (Дністер, Реут).
Північна частина Молдови характеризується відносно невисоким рівнем Бєльцького степу (150—200 метрів над рівнем моря), яка покриває близько 440 тис. га. Бєльцький степ відрізняється своїм типом ґрунту — одним з найбагатших чорноземів Молдови.
| Молдова | Це незавершена стаття з географії Молдови. Ви можете допомогти проєкту, виправивши або дописавши її. |